# Declaración de Independencia de Corea

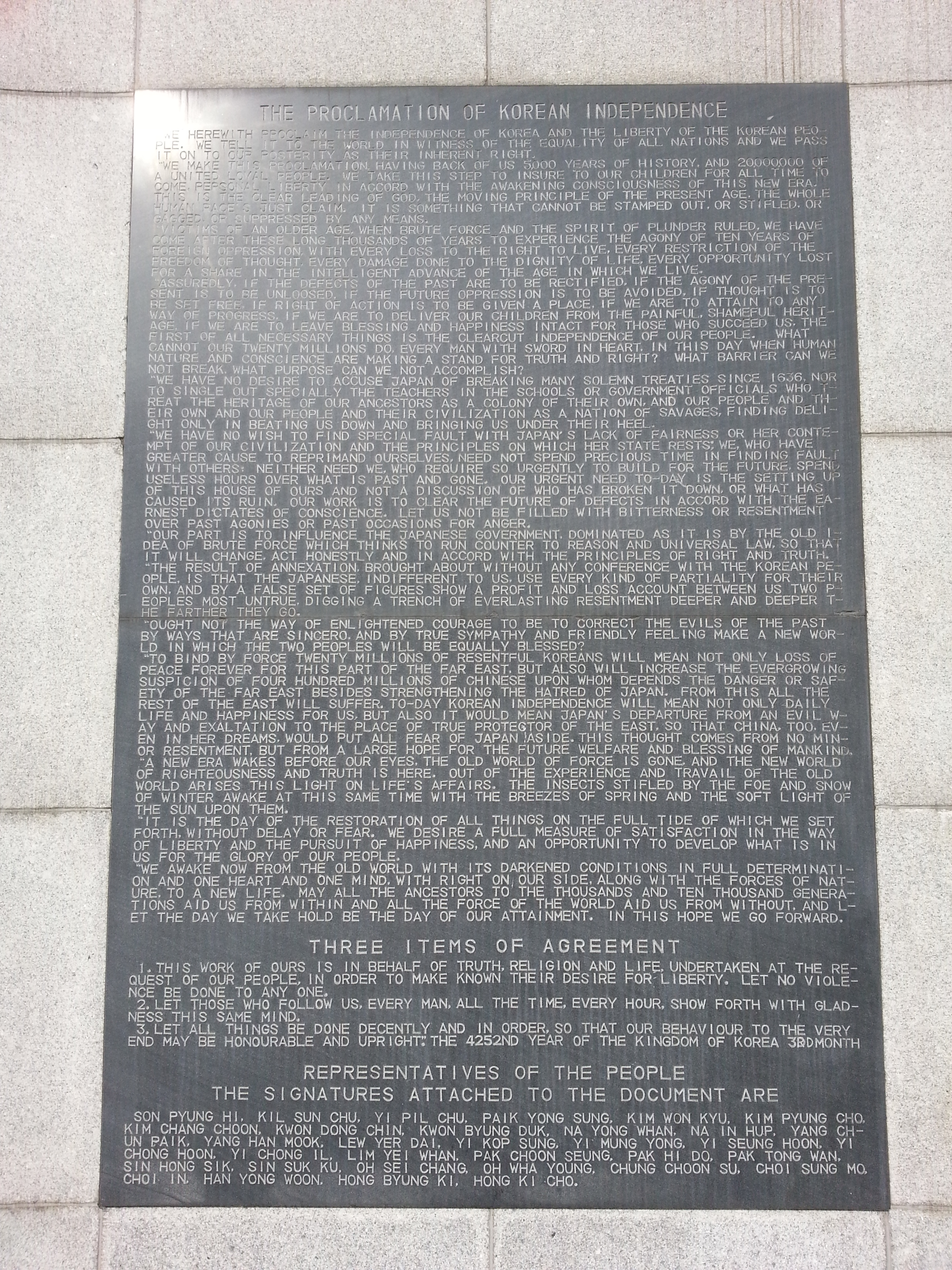
Versión inglesa de la Proclamación de Independencia coreana, mostrado en el parque Tapgol en Seúl

La Declaración de independencia de Corea (en coreano: 3·1독립선언서, lit. 'Declaración de Independencia del 1 de marzo') es la declaración adoptada por los 33 representantes étnicos reunidos en Taehwagwan, el restaurante localizado en Insa-dong, en el distrito de Jongno, Seúl el 1 de marzo de 1919, después de la Primera Guerra Mundial, en la cual se anunció que Corea ya no toleraría el dominio japonés.
Como informó el New York Times en 1919, "Corea ha proclamado su independencia. Lo que antes era el reino ermitaño, en este año, el 4.232 de su existencia, declara mediante un documento firmado por treinta y tres ciudadanos la libertad del pueblo coreano".
Esto fue el principio del Movimiento Primero de Marzo, que fue violentamente suprimido por las autoridades japonesas, así como la piedra angular del establecimiento del Gobierno provisional de la República de Corea un mes más tarde. Casi treinta años más tarde, la verdadera independencia de Corea vino después de la derrota de Imperio de Japón en la Segunda Guerra Mundial.

## Redacción y desarrollo
El desarrollo de la Declaración de Independencia de Corea comenzó después de que los líderes de los movimientos de independencia cristianos y chondoístas combinaran sus esfuerzos por lograr la independencia de Corea por solidaridad con el hecho de que se trataba de algo que concernía a toda la raza coreana. Inicialmente, los líderes cristianos decidieron escribir una petición de doscientas o trescientas personas influyentes para enviarla al gobierno japonés, ya que sentían que el pueblo coreano podría no considerarlas como individuos calificados para declarar la independencia. Sin embargo, cuando los movimientos se combinaron, se decidió que se elaborarían tanto una petición como una Declaración de Independencia para ayudar a representar una expresión más fuerte de su deseo de autodeterminación, una idea de la Conferencia de Paz de París que jugó un papel en el contenido de la declaración.[2]
"Los líderes cristianos reconocieron desde el principio la diferencia entre una declaración de independencia y una petición. Una declaración de independencia presentaba al gobierno japonés un hecho consumado. El gobierno japonés tuvo que aceptarla, lo cual era problemático, o rechazarla y arrestar a los autores por traidores presuntuosos."

"Los líderes en la creación de la declaración se dieron cuenta de que este no había sido el primer intento de una Declaración de Independencia de Corea, ya que los estudiantes en Tokio habían publicado recientemente la Declaración de Independencia del 8 de febrero."
— Frank P. Baldwin, "El movimiento del Primero de Marzo: desafío coreano y respuesta japonesa"

La declaración del 8 de febrero se centró en gran medida en la indignación y las frustraciones de los coreanos, centrándose principalmente en los engaños y mentiras que llevaron a la anexión de Corea, así como en presentar una larga historia de engaños cometidos por Japón contra Corea. Las ideas relacionadas con la libertad, la justicia y la paz se trasladarían directamente a la Declaración de Independencia de Corea desarrollada para el Movimiento del Primero de Marzo.  Sin embargo, la mayor diferencia que los redactores querían establecer entre las dos sería que la Declaración de Independencia de Corea sería mucho más moderada y emocionalmente distante en la presentación de su contenido.

La declaración del 8 de febrero fue redactada por estudiantes y sirvió como factor motivador para la declaración del 1 de marzo. Son Byong-hi le pidió a Choe Nam-seon que redactara el texto de la declaración del 1 de marzo de manera moderada, en contraste con la Declaración del 8 de febrero, que tenía una redacción más provocativa y revolucionaria porque fue redactada por jóvenes estudiantes.
— Sarah Kim, "La resistencia en Tokio alentó el movimiento del 1 de marzo", Korea JooAng Daily (17 de febrero de 2019)

Choe Nam-seon fue el principal redactor del documento. Creía que el documento tenía que ser moderado en su contenido y pacífico en su atractivo para poder ganar la simpatía de Japón y las potencias reunidas en Versalles. Creía que el mundo daría la bienvenida a la independencia de Corea siempre que la declaración pareciera simplemente que los coreanos querían que su país volviera a ser libre en lugar de porque eran antijaponeses. Si bien en realidad no firmó el documento, fue encarcelado durante 2 años como resultado de su participación en su creación. Han Yong-un, un reformador budista, fue responsable de la creación de las Tres Promesas Abiertas ubicadas al final del documento. También ofreció reescribir la declaración, pero esta oferta fue rechazada por los otros líderes del movimiento. Son Byong-hi, un líder chondoísta, también tuvo una gran influencia y un liderazgo prominente sobre el documento y todo el movimiento de independencia debido a sus finanzas y su red organizada de seguidores en Corea. Fue en la casa de Son Byong-hi donde se creó el plan de distribuir, firmar y leer la declaración.

## Participación religiosa en el movimiento
Todos los firmantes de la Declaración de Independencia del 1 de marzo eran líderes religiosos. En circunstancias normales, las religiones cristiana y chondoísta adoptaron enfoques diferentes ante la ocupación japonesa de Corea. La idea de la Declaración fue impulsada por líderes religiosos cristianos que querían iniciar una protesta no violenta contra la ocupación japonesa de Corea. Si bien los líderes cheondogyo en general querían adoptar un enfoque más militante ante la ocupación japonesa, pensaron que lo mejor para Corea era formar una alianza con los líderes cristianos. Juntos, priorizaron un enfoque no violento para proclamar su libertad a través de la Declaración del 1 de marzo. Debido a esta alianza, los 33 firmantes se dividieron en tres religiones. 16 líderes cristianos, 15 líderes chondoístas y 2 líderes budistas firmaron la Declaración. Después de la firma de la Declaración, todos los firmantes fueron acusados de delitos y arrestados. “Después de que Ham consultara durante algún tiempo con Kil, ambos acordaron reunir a todos los grupos religiosos y sociales del país. Sin embargo, enfatizaron que el método del Movimiento debía ser no violento”. Esta cita habla del fundamento que tenía la religión en el Movimiento del 1 de Marzo.

## Impresión
La impresión de la Declaración de Independencia de Corea se llevó a cabo en la imprenta chondoísta llamada Boseongsa, donde se imprimieron aproximadamente 21.000 copias de la declaración el día anterior de su distribución. Se cree que durante el proceso de impresión de la declaración, un detective de alto rango de la estación de policía de Jongno llamado Shin Cheol allanó Boseongsa y descubrió la impresión de la declaración. Shin Cheol detuvo la imprenta, sacó la Declaración de Independencia frente a Lee Jong-il, el presidente de Boseongsa, examinó lo que era y luego se fue. Se cree que cuando Lee Jong-il informó esto a Choi Rin, Choi Rin invitó a Shion Cheol a cenar y le dio dinero por su silencio. Hay versiones contradictorias sobre si Shin Cheol recibió o no el dinero, ya que los registros japoneses afirman que lo hizo, mientras que los registros coreanos afirman que no. Independientemente de ello, Shin Cheol permaneció en silencio y se cree que este incidente fue la razón por la que la fecha de la protesta se cambió del 3 de marzo al 1 de marzo.

## Firma y lectura
En total, hubo 33 firmantes de la Declaración de Independencia de Corea, entre ellos 16 líderes cristianos protestantes, 15 líderes chondoístas y 2 líderes budistas. La declaración se leyó y proclamó a las 2 p. m. del 1 de marzo de 1919 en el restaurante Myŏngwŏl'gwan, cerca del Parque Pagoda, actual Parque Tapgol, en Seúl, para evitar que estallara la violencia entre las multitudes de estudiantes coreanos que se reunían y las autoridades que respondían.
Poco después de que terminara la lectura, alrededor de las 4 p. m., las autoridades irrumpieron en la sala y arrestaron a todos los involucrados en la firma y la lectura. Se distribuyeron documentos en el Parque Pagoda para informar a las masas que se había declarado la independencia y los firmantes fueron arrestados y llevados a la estación de policía de Cogno. El documento solicitaba que los coreanos evitaran actos violentos y destructivos como respuesta, ya que ello perjudicaría al movimiento e iría directamente en contra de los deseos de los firmantes.

## Texto
La traducción al español de la declaración, basada en la versión inglesa, sería la siguiente:

LA PROCLAMACIÓN DE LA INDEPENDENCIA DE COREA
"POR LA PRESENTE, PROCLAMAMOS LA INDEPENDENCIA DE COREA Y LA LIBERTAD DEL PUEBLO COREANO. SE LO CONTAMOS AL MUNDO EN TESTIMONIO DE LA IGUALDAD DE TODAS LAS NACIONES Y SE LO PASAMOS A NUESTRA POSTERIDAD COMO SU DERECHO INHERENTE.
"HACEMOS ESTA PROCLAMACIÓN TENIENDO DETRAS 5000 AÑOS DE HISTORIA, Y UN PUEBLO LEAL UNIDO DE 20.000.000. DAMOS ESTE PASO PARA ASEGURAR PARA LOS TIEMPOS VENIDEROS LA LIBERTAD PERSONAL PARA NUESTROS HIJOS, DE ACUERDO CON EL DESPERTAR DE LA CONSCIENCIA EN ESTA NUEVA ERA. ES EL CLARO LIDERAZGO DE DIOS. EL PRINCIPIO MOTOR DE LA EDAD ACTUAL. EL RECLAMO DE TODA LA RAZA HUMANA. ES ALGO QUE NO PUEDE SER EXTIRPADO, REPRIMIDO O CENSURADO O SUPRIMIDO POR NINGÚN MEDIO.
"VÍCTIMAS DE UNA EDAD ANTIGUA, CUANDO LA FUERZA BRUTA Y EL ESPÍRITU DEL SAQUEO GOBERNARON, HEMOS SALIDO DE ESTOS MILES DE AÑOS PARA EXPERIMENTAR LA AGONÍA DE DIEZ AÑOS DE OPRESIÓN EXTRANJERA, CON UNA COMPLETA PERDIDA DEL DERECHO A LA VIDA, UNA TOTAL RESTRICCION A LA LIBERTAD DE PENSAMIENTO, TODO DAÑO IMAGINABLE HECHO A LA DIGNIDAD DE LA VIDA, Y TANTA OPORTUNIDAD PERDIDA DE PARTICIPACIÓN EN EL INTELIGENTE AVANCE DE LA ERA EN QUE VIVIMOS.
"CON SEGURIDAD, SI LOS DEFECTOS DEL PASADO DEBEN SER RECTIFICADOS, SI LA AGONÍA DEL PRESENTE DEBE SER DESATADA, SI LA FUTURA OPRESIÓN DEBE EVITARSE, SI EL PENSAMIENTO DEBE SER LIBERADO, SI DEBE DARSELE LUGAR AL DERECHO DE ACCIÓN, SI DEBEMOS ALCANZAR ALGUNA FORMA DE PROGRESO, SI DEBEMOS LIBRAR A NUESTROS HIJOS DEL PATRIMONIO DOLOROSO Y VERGONZOSO, SI HEMOS DE DEJAR LA BENDICIÓN Y LA FELICIDAD INTACTA PARA LOS QUE NOS SUCEDAN. LA PRIMERA DE TODAS LAS COSAS NECESARIAS ES LA INDEPENDENCIA INEQUIVOCA DE NUESTRA GENTE. ¿QUÉ NO PODRAN HACER NUESTROS VEINTE MILLONES, CADA HOMBRE CON UNA ESPADA EN EL CORAZÓN, EN ESTE DÍA EN QUE LA NATURALEZA Y LA CONCIENCIA HUMANAS ESTÁN DEFENDIENDO LA VERDAD Y EL DERECHO? ¿QUÉ BARRERA NO PODREMOS ROMPER, QUÉ PROPÓSITO NO PODREMOS LOGRAR?
"NO TENEMOS DESEO DE ACUSAR A JAPÓN DE HABER ROTO MUCHOS TRATADOS SOLEMNES DATANDO DE 1636, NI DE EXCLUIR ESPECIALMENTE A LOS MAESTROS DE LAS ESCUELAS O A LOS FUNCIONARIOS DEL GOBIERNO QUE TRATAN EL PATRIMONIO DE NUESTROS ANTEPASADOS COMO UNA COLONIA PROPIA Y A NUESTRA GENTE Y NUESTRO PUEBLO Y SU CIVILIZACIÓN COMO UNA NACIÓN DE SALVAJES, Y QUE ENCUENTRAN DELEITE SOLAMENTE EN GOLPEARNOS Y LLEVARNOS BAJO SU TACON".
"NO TENEMOS DESEO DE ENCONTRAR FALTA ESPECIAL EN LA AUSENCIA DE EQUIDAD DE JAPÓN O SU DESPRECIO POR NUESTRA CIVILIZACIÓN O LOS PRINCIPIOS SOBRE LOS QUE SE APOYA SU ESTADO: NOSOTROS, QUE TENEMOS MAYOR CAUSA PARA REPRIMIRNOS A NOSOTROS MISMOS, NO NECESITAMOS PASAR UN TIEMPO PRECIOSO EN ENCONTRAR FALTAS EN LOS DEMÁS NI NECESITAMOS TAMPOCO, PUESTO QUE PRECISAMOS TAN URGENTEMENTE CONSTRUIR PARA EL FUTURO, PASAR HORAS INÚTILES EN LO QUE ES PASADO Y NO TIENE VUELTA ATRAS. NUESTRA NECESIDAD URGENTE HOY ES PONER ORDEN EN ESTA CASA NUESTRA Y NO UNA DISCUSIÓN DE QUIÉN LA HA ROTO , O LO QUE HA CAUSADO SU RUINA. NUESTRA OBRA ES LIMPIAR EL FUTURO DE DEFECTOS DE ACUERDO CON LOS MÁS SINCEROS DICTADOS DE NUESTRA CONCIENCIA, NO NOS LLENEMOS DE AMARGURA O RESENTIMIENTO POR PASADAS AGONÍAS O PASADAS OCASIONES DE ENOJO.
"NUESTRA PARTE ES INFLUIR EN EL GOBIERNO JAPONÉS, DOMINADO COMO ESTÁ POR LA ANTIGUA IDEA DE LA FUERZA BRUTA, QUE PIENSA EJECUTAR CONTRA LA RAZÓN Y LA LEY UNIVERSAL. PARA QUE CAMBIE, ACTUEMOS HONESTAMENTE Y DE ACUERDO CON LOS PRINCIPIOS DEL DERECHO Y LA VERDAD.
"EL RESULTADO DE LA ANEXIÓN, PRODUCIDA SIN NINGUNA CONSULTA CON EL PUEBLO COREANO, ES QUE LOS JAPONESES, INDIFERENTES A NOSOTROS, UTILIZAN TODO TIPO DE PARCIALIDAD EN BENEFICIO DE LOS SUYOS, Y MEDIANTE UN CONJUNTO ERRÓNEO DE CIFRAS MUESTRAN UNA CUENTA DE GANANCIAS Y PÉRDIDAS ENTRE LOS DOS PUEBLOS COMPLETAMENTE FALSA, CAVANDO UNA TRINCHERA DE RESENTIMIENTO ETERNO, MÁS Y MÁS PROFUNDAMENTE CUANTO MÁS LEJOS VAN.
"¿NO DEBE SER EL CAMINO DEL VALOR ILUMINADO CORREGIR LAS MALDADES DEL PASADO POR CAMINOS SINCEROS, Y CON VERDADERA SIMPATÍA Y AMISTOSO SENTIMIENTO HACER UN NUEVO MUNDO EN EL QUE LOS DOS PUEBLOS SERÁN IGUALMENTE BENDECIDOS?
"UNIR POR LA FUERZA A VEINTE MILLONES DE COREANOS RESENTIDOS NO SIGNIFICA SOLO PÉRDIDA DE LA PAZ PARA SIEMPRE EN ESTA PARTE DEL LEJANO ORIENTE, SINO QUE TAMBIÉN AUMENTARÁ LA SOSPECHA CADA VEZ MAYOR DE CUATROCIENTOS MILLONES DE CHINOS DE LOS QUE DEPENDE EL PELIGRO O LA SEGURIDAD DEL LEJANO ORIENTE ADEMÁS DE FORTALECER EL ODIO A JAPÓN. POR ESTO SUFRIRÁ TODO EL RESTO DE ORIENTE. HOY LA INDEPENDENCIA COREANA SIGNIFICARÁ NO SÓLO VIDA DIARIA Y FELICIDAD PARA NOSOTROS, SINO TAMBIÉN SIGNIFICA LA SALIDA DE JAPÓN DE UN CAMINO MALO Y SU EXALTACIÓN AL LUGAR DE VERDADERO PROTECTOR DEL ESTE. DE ESTA FORMA CHINA TAMBIÉN, INCLUSO EN SUS SUEÑOS, PONDRÍA TODO MIEDO A JAPÓN A UN LADO. ESTE PENSAMIENTO NO VIENE DEL MENOR RESENTIMIENTO, SINO DE UNA GRAN ESPERANZA POR EL FUTURO BIENESTAR Y BENDICIÓN DE LA HUMANIDAD.
"UNA NUEVA ERA DESPIERTA ANTE NUESTROS OJOS, EL ANTIGUO MUNDO DE LA FUERZA SE HA IDO, Y EL NUEVO MUNDO DE LA JUSTICIA Y LA VERDAD ESTÁ AQUÍ. DE LA EXPERIENCIA Y TRABAJO DEL ANTIGUO MUNDO SURGE ESTA LUZ SOBRE LOS ASUNTOS DE LA VIDA. LOS INSECTOS SOFOCADOS POR EL ENEMIGO Y LA NIEVE DEL INVIERNO DESPERTAN AHORA AL MISMO TIEMPO CON LAS BRISA DE LA PRIMAVERA Y LA SUAVE LUZ DEL SOL SOBRE ELLOS.
"ES EL DÍA DE LA RESTAURACIÓN DE TODAS LAS COSAS EN ESTA MAREA A LA QUE DAMOS LUGAR, SIN RETRASO NI TEMOR. DESEAMOS UNA MEDIDA COMPLETA DE SATISFACCIÓN EN EL CAMINO DE LA LIBERTAD Y LA BÚSQUEDA DE LA FELICIDAD, Y UNA OPORTUNIDAD DE DESARROLLAR LO QUE ESTÁ EN NOSOTROS PARA LA GLORIA DE NUESTRA GENTE.
"AHORA DESPERTAMOS DEL MUNDO ANTIGUO CON SUS OSCURIDADES EN PLENA DETERMINACIÓN Y UN CORAZÓN Y UNA MENTE, CON EL DERECHO DE NUESTRO LADO, JUNTO CON LAS FUERZAS DE LA NATURALEZA, A UNA NUEVA VIDA. QUE TODOS NUESTROS ANCESTROS DE MILES Y DECENAS DE MILES DE GENERACIONES NOS AYUDEN DESDE DENTRO, Y TODA LA FUERZA DEL MUNDO NOS AYUDE DESDE FUERA, Y QUE ESTE DÍA QUE TOMAMOS SEA EL DÍA DE NUESTRO LOGRO, EN ESTA ESPERANZA VAMOS HACIA ADELANTE.
               TRES PUNTOS DE ACUERDO
  1, ESTA OBRA NUESTRA ESTÁ EN NOMBRE DE LA VERDAD, LA RELIGIÓN Y LA VIDA, REALIZADA A SOLICITUD DE NUESTRO PUEBLO, PARA DAR CONOCER SU DESEO DE LIBERTAD. NO SE HAGA VIOLENCIA A NADIE.
  2. QUE LOS QUE NOS SIGAN, CADA HOMBRE, EN TODO MOMENTO, EN TODA OCASION, MUESTREN CON ALEGRÍA ESTA MISMA MENTE.
  3. QUE TODAS LAS COSAS SE HAGAN CON DECENCIA Y EN ORDEN, PARA QUE NUESTRO COMPORTAMIENTO HASTA EL FINAL SEA HONORABLE Y CORRECTO: EN EL AÑO 4252 DEL REINO DE COREA, 3º MES
              REPRESENTANTES DEL PUEBLO
       LAS FIRMAS ADJUNTAS AL DOCUMENTO SON
  SON PYUNG HI, KIL SUN CHU, YI PIL CHU, PAIK YONG SUNG, KIM WON KYU, KIM PYUNG CHO, KIM CHANG CHOON, KWON DONG CHIN, KWON BYUNG DUK, NA YONG WHAN, NA IN HUP, YANG CHUN PAIK, YANG HAN MOOK, LEW YER DAI, YI KOP SUNG, YI MUNG YONG, YI SEUNG HOON, YI CHONG NOON, YI CHONG IL, LIM YEI WHAN, PAK CHOON SEUNG, PAK HI DO, PAK TONG WAN, SIN HONG SIK, SIN SUK KU, OH SEI CHANG, OH WHA JOVEN, CHUNG CHOON SU, CHOI SUNG MO, CHOI IN, HAN YONG WOON, HONG BYUNG KI, HONG KI CHO.